# 진 (신화)
진(아랍어: جن, Djinn, Jinn 또는 Genie)은 아랍족 종교의 '영귀'적 존재를 말한다. 진은 타락 천사이다. 명확한 개성을 갖지 않은 힘의 무리로서 많은 경우에 있어서 인간에 대하여 나쁜 일을 한다. 인간 생활을 둘러싼 세계에는 이러한 종류의 이름 없는 힘의 무리가 인간 생활에 밀접히 관계하고 있으며, 때로는 인간을 위협한다는 신성관(神聖觀)의 공포적 측면이 이슬람 이전부터 강하게 나타났다. 진은 여러 가지 형태로 둔갑하여 인간 앞에 나타난다. 또 사막에는 어떤 곳에나 있는 것으로 믿어지고 적절한 의례에 의하여 인간은 그 해를 방지하지 않으면 안 된다. 아랍족 안의 시인은 진에 이끌려 영감을 얻게 되고 복술가(卜術家) '카힌'도 이 진의 힘으로 점복(占卜)의 힘을 얻게 된다고 한다. 이 진의 일부는 지위를 상승시켜 '천사적 존재'와 결부되었다.
〈쿠란〉에서는 진이 알라의 통일적 지배 시스템에 종속되어서 이슬람에 복종하는 것과 이슬람을 외면하는 둘로 나누고 있다. 이들의 존재는 인간과 마찬가지로 창조된 것이지만, 인간처럼 흙으로 만들어진 것이 아니라 불로 된 것이다. 불신(不信)의 진은 인간과 더불어 최후의 날에 심판(Last Judgment)을 받고 지옥에 떨어진다. 신을 배반한 진은 '샤이탄(사탄)'이라 부르고 인간을 유혹하며 사람들을 예언자에 반항하도록 한다. 샤이탄은 인간에게 주술(呪術)을 가르치고 
솔로몬 왕을 모시고 바닷속에 뛰어들기도 하며 집을 짓기도 한다. 그들의 중심이 되는 것은 샤이탄 또는 '이블리스'라고 부른다.
그리고 사람의 시체를 뒤집어 쓰거나 나쁜 진들은 구울이라고 부르기도 한다.
사막에서는 모래폭풍을 보고 진 또는 지니라고도 한다 그리고 진은 영화처럼 파란 피부가 아니라 모습이 투명하며 누군가와 만날때는 원하는 동물,식물로도 변한다.
진은 항아리,반지,물병 등에도 들어갈 수 있고 크기도 마음대로 바꿀 수 있다 그들 소원을 들어주는 진이므로 가장 강한 진이며 마리드 부른다.
진은 지니의 복수이고 여자 지니는 지니아 라고 부른다.
진은 인간과 닮은 면이 있다. 인간처럼 나이가 있으며 진은 자유의지가 있어서 이슬람교 말고도 다른 종교를 믿기도 한다.
이 진에 관한 관념은 이슬람교가 발전하는 가운데 특히 이슬람교의 주술과 관련되어 남아 있는 것이며, 그것의 활동은 〈천일야화〉(千一夜話)에 잘 나타나 있다.

## 같이 보기
- 이블리스